# یواس‌اس رداستار (ای‌ام-۳۷۸)
یواس‌اس رداستار (ای‌ام-۳۷۸) (به انگلیسی: USS Redstart (AM-378)) یک کشتی بود که طول آن ۲۲۱ فوت ۳ اینچ (۶۷٫۴۴ متر) بود. این کشتی در سال ۱۹۴۴ ساخته شد.